# Margaret Doody
Margaret Anne Doody (nascida em 21 de setembro de 1939) é uma autora canadense de ficção policial histórica e crítica literária feminista. É professora de literatura na Universidade de Notre Dame, ajudou a fundar o Programa de Doutorado em Literatura em Notre Dame, e serviu como sua diretora de 2001 a 2007.

## Carreira acadêmica
Doody completou seu doutorado na Universidade de Oxford em 1968. Em seguida, ensinou na Universidade do País de Gales de 1969 a 1976, após o que lecionou na Universidade de Princeton.
Segundo o New York Times, Doody, juntamente com Valerie Smith, Emory Elliott e Sandra Gilbert, renunciou a Princeton em 1989. Os relatos sugerem que os quatro estavam insatisfeitos com a brandura mostrada a Thomas McFarland depois que ele foi acusado de má conduta sexual. McFarland foi inicialmente colocado em suspensão de um ano, mas eventualmente se aposentou antecipadamente após essas renúncias e ameaças de boicote estudantil.
Posteriormente, ela ensinou na Universidade Vanderbilt e na Universidade de Notre Dame.

### SérieAristóteles
- Aristotle Detective (1978)
- Aristotle and Poetic Justice (2000)
- Aristotle and the Mystery of Life (também publicado como Aristotle and the Secrets of Life) (2002)
- Aristotle and the Ring of Bronze (2003)
- Poison in Athens (2004)
- Mysteries of Eleusis (2005)
- Aristotle and the Egyptian Murders (2010)
- A cloudy day in Babylon (2013)

### Conto da sérieAristóteles
- Aristotle and the Fatal Javelin (1980)

### Outros romances
- The Alchemists (1980)

### Livros acadêmicos
- A Natural Passion: A Study of the Novels of Samuel Richardson (1974)
- The Daring Muse: Augustan Poetry Reconsidered (1985)
- Frances Burney: The Life in the Works (1996)
- The True Story of the Novel (1996)
- Tropic of Venice (2007)
- Jane Austen's Names: Riddles, Persons, Places (2015)